# Frida Sundemo
Frida Sundemo, de nom real Frida Anna Carina Sundemo, nascuda el 1986 a Göteborg, és una cantant sueca.
Frida era estudiant de medicina, però va abandonar els seus estudis per tal de centrar-se en la música. La seva cançó "Towers", gravada al seu estudi casolà a Göteborg el 2011, es va convertir en una de les més reproduïdes a les ràdios del Japó durant l'estiu d'aquell any.

## Discografia

### Àlbum
1. Dear, Let It Out (2010)[3][2]

### Singles
1. Indigo (2012)
2. Snow (2013)
3. Home (2013)